# Tranoses
Tranoses là một chi bướm đêm thuộc họ Noctuidae.